# Мерень (Ковасна)
Мерень, Мерені (рум. Mereni) — село у повіті Ковасна в Румунії. Адміністративний центр комуни Мерень.
Село розташоване на відстані 182 км на північ від Бухареста, 42 км на північний схід від Сфинту-Георге, 67 км на північний схід від Брашова.

## Населення
За даними перепису населення 2002 року у селі проживали 948 осіб.
Національний склад населення села:
| Національність | Кількість осіб | Відсоток |
| -------------- | -------------- | -------- |
| угорці         | 929            | 98,0%    |
| цигани         | 10             | 1,1%     |
| румуни         | 9              | 0,9%     |

Рідною мовою назвали:
| Мова      | Кількість осіб | Відсоток |
| --------- | -------------- | -------- |
| угорська  | 938            | 98,9%    |
| румунська | 10             | 1,1%     |